# 萬安州
万安州，中国唐朝时设置的州。
贞观五年（631年），以崖州平昌县分置万安县（今海南省万宁市北），隶属琼州。龙朔二年（662年）设万安州。下辖万安、陵水、富云、博辽四县。开元九年（721年）州治移今陵水黎族自治县北。天宝元年（742年）改万安州为万安郡；至德二年（757年）改万安郡为万全郡，再复万安州。贞元元年（785年）迁州治回万安。北宋熙宁七年（1074年）改为万安军。
萬安州刺史
- 冯若芳（749年）
- 韩绍（唐德宗贞元年间）